# شيق صلب
الشيق الصلب أو أبو مَرِينا صُلب (الاسم العلمي: Muraena robusta) (بالإنجليزية: Stout moray)‏ هو نوع من الأسماك يتبع جنس الموراي من الفصيلة المورايية.